# Feria del Caballo
La Feria del Caballo es una feria que se celebra cada mes de mayo en Jerez de la Frontera (Andalucía, España).
Declarada de Interés Turístico Internacional, se trata, junto con la Semana Santa de una de las mayores y más importante fiesta de la ciudad. También está propuesta como Patrimonio Cultural Inmaterial de España, por el Bureau Internacional de Capitales Culturales.

## Orígenes
El origen de la feria de Jerez, hunde sus raíces en los años de la conquista castellana. Por aquel entonces, Alfonso X ya había tomado la política de otorgar a las ciudades que iba ocupando, una feria de ganado, que ayudase a los nuevos habitantes de las plazas a activar la economía local. En el caso de Jerez, la feria de ganado se instauró en la segunda mitad del siglo XIII, concretamente algunos historiadores apuntan a 1264, poco después de la conquista castellana definitiva de la ciudad. La corona concedió dos ferias a la villa: una en abril y la otra según qué fuentes se consulten, a mediados de agosto o comienzos de septiembre. Quedando todos sus asistentes, bajo la protección real. Por tanto, la feria se constituyó en la Edad Media, en torno al comercio equino, en el que la corona otorgaba un periodo excepcional en el que los ganaderos podían cerrar tratos sin pagar impuestos, lo que provocaba que acudieran tratantes de toda la comarca. Esta actividad es la que más tarde ha dado lugar a muchas de las ferias de España. Sin embargo, la Feria de Jerez es de las pocas que actualmente mantienen una importante feria de ganado y caballo paralela a la actual Feria recreativa.
Existen numerosos documentos que relatan la existencia de esta feria en el pasado. Un documento con el 13 de septiembre de 1481 ya especificaba la ubicación de la feria: desde la Puerta del Real hasta calle Francos, incluyendo la Plaza de la Yerba, y previamente se conoce que su ubicación fue la zona de Santiago.
En el siglo XIX, se produjeron las primeras variaciones en torno al concepto de la feria. De una feria de ganado, se evoluciona hacia un modelo de exposición, concretamente, en 1856. En 1867 se creó una Comisión Especial de Ferias, que se mantuvo hasta comienzos del siglo XX, y cuyas decisiones (como la de 1903, de conferir un carácter lúdico abierta al ciudadano, que además contaba con eventos taurinos.) irán conformando la feria tal y como se conoce actualmente.
Durante muchos años del siglo XX fue una de las dos ferias que se celebraban en Jerez junto a la Feria de la Vendimia en septiembre, que actualmente se celebran bajo otro formato. Fue el alcalde Miguel Primo de Rivera y Urquijo quien decidió potenciarla.
En el año 1985 el Ayuntamiento decidió derribar la mayoría de casetas fijas, excepto las del Círculo Lebrero, Domecq, González Byass, Casino Jerezano y Club Nazaret, permitiendo dar nuevos usos al Parque González Hontoria.
La feria actual ha perdido algunas tradiciones que se mantuvieron durante muchos años, como la benéfica "Batalla de las Flores" o las carreras de caballos, manteniendo otras, como los concursos de enganches y de cocheros, actividades de acoso y derribo, concursos morfológicos y otras actividades relacionadas con el mundo del caballo.

## Feria actual

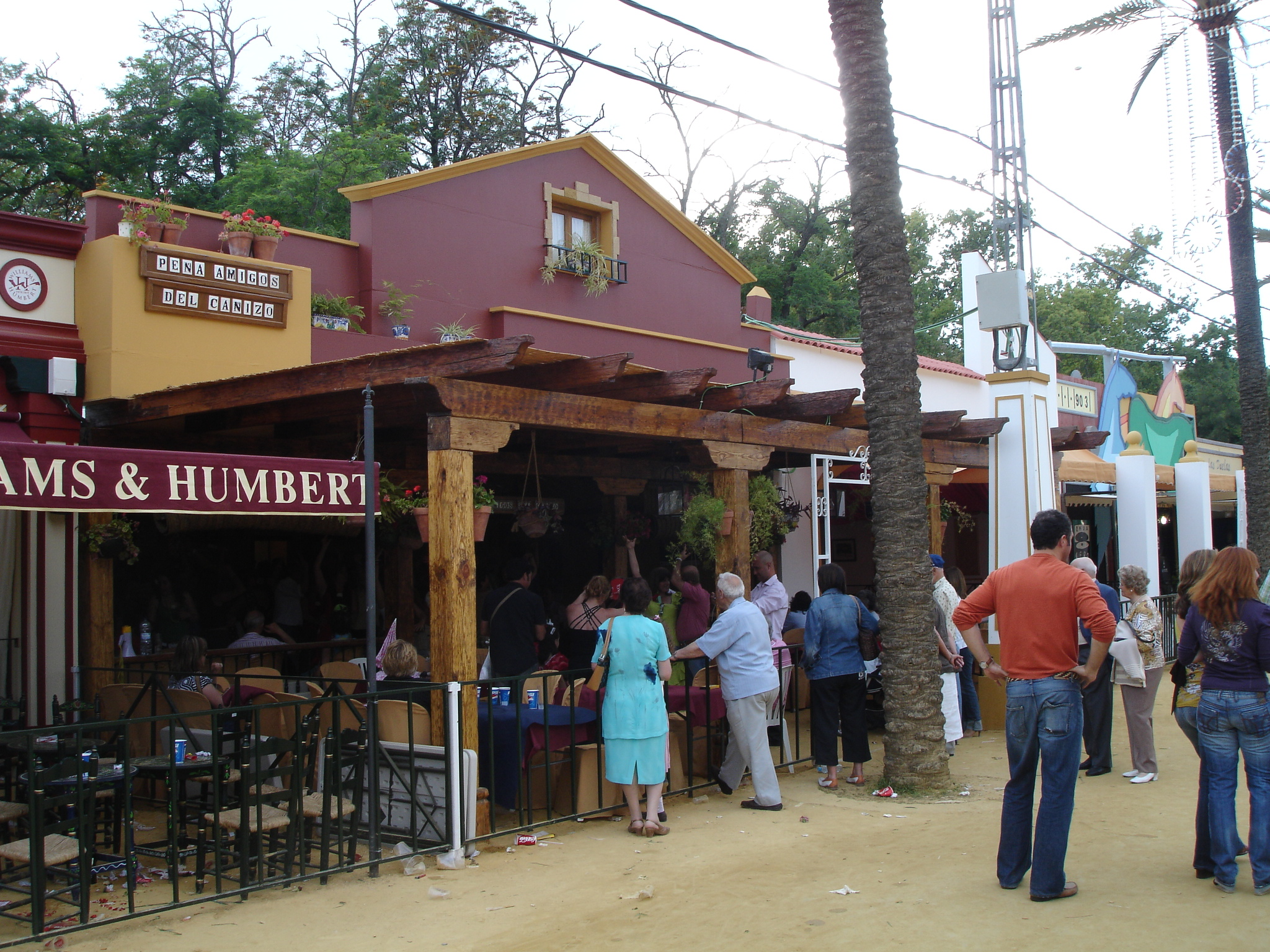
Caseta

La Feria del Caballo está declarada Fiesta de Interés Turístico Internacional, siendo esta una de las mejores y más visitadas de España, la cual se celebra en la segunda semana de mayo y siempre antes de la Romería del Rocío. La feria tiene normalmente una duración de siete días, aunque en los últimos años ha pasado a nueve al incorporar el fin de semana previo. Durante las fiestas y por las calles centrales del recinto ferial, todas las mañanas hay un gran desfile con innumerables coches de caballos perfectamente pertrechados y jinetes a caballo con su indumentaria típica, y como antaño, se sigue llevando a cabo la compra venta de équidos.

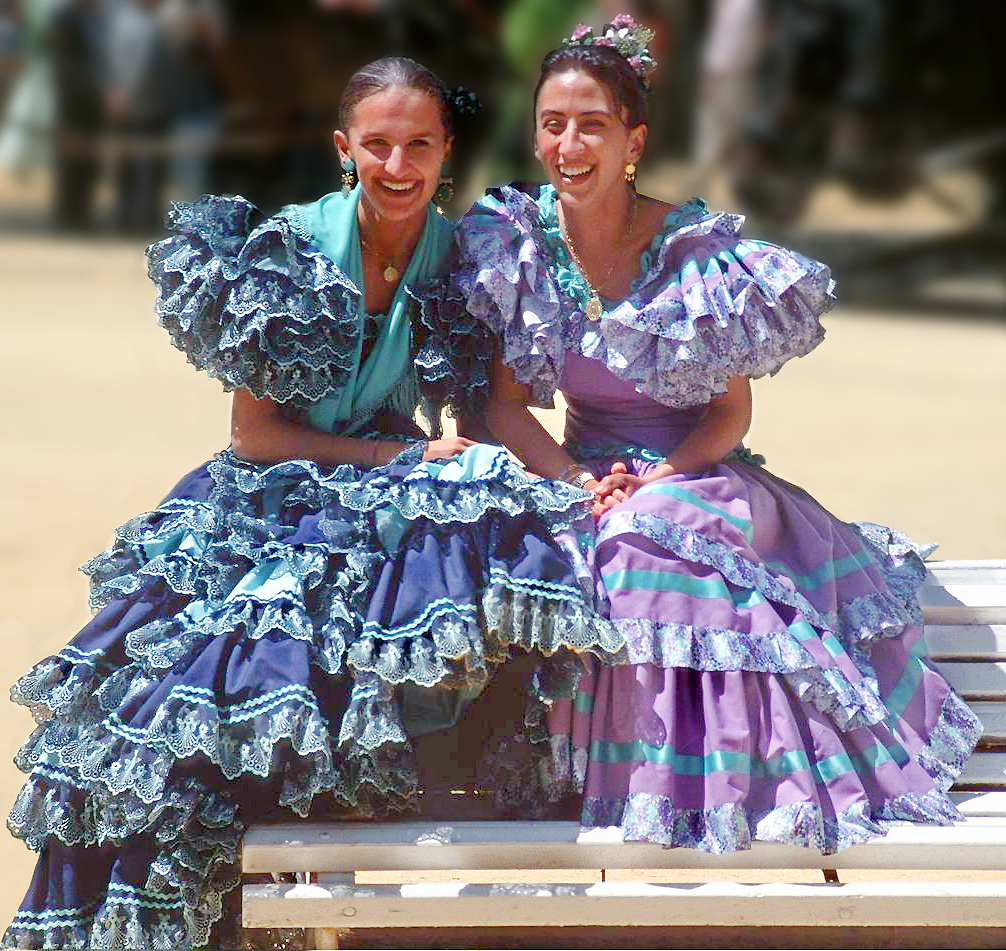
Muchachas vestidas de gitana

La Feria se celebra actualmente en el Parque González Hontoria, un parque que combina grandes zonas de albero con partes ajardinadas. La puerta principal de dicho parque se usa como portada de la Feria.
A lo largo de la Feria se desarrollan distintas actividades relativas al mundo del caballo, como concursos de enganches y cocheros, concursos morfológicos y de funcionalidad, destacando el galardón Caballo de Oro.

### Datos
- La Feria cuenta actualmente con más de 200 casetas, cada una con su particular ambiente y especialidades gastronómicas.
- La mayor parte de las casetas compiten en los concursos de mejor tapa y mejor decoración.
- Las bebidas típicas de la feria de Jerez son el oloroso y el vino fino, que los menos puristas gustan de mezclar este último con sodas de lima, combinación conocida como rebujito.
- La vestimenta diurna más habitual en Feria es el traje de corto, si se monta a caballo, y traje de gitana (o traje de flamenca) para las mujeres, y de media etiqueta durante la noche.
- La gastronomía es muy variada, pero centrándose en el pescaíto frito y guisos típicos, como la cola de toro, las tagarninas esparragás, el menudo, berza jerezana y por supuesto los mejores mariscos y chacinas.

Las casetas son todas distintas, y suelen hacerse de material (no telones, como en otras ferias del entorno). De su gestión se encargan colectivos de la ciudad (empresas, hermandades, asociaciones, etc), que la usan para su financiación bien mediante explotación directa o cediendo esta a un profesional, pues las cada vez mayores exigencias económicas, sanitarias, etc.

### Flamenco
El nombramiento del Flamenco por parte de la UNESCO como Patrimonio Inmaterial de la Humanidad fue el argumento decisorio para dedicar la edición de la Feria del Caballo 2011 a un arte genuino de Jerez, el flamenco. Actualmente Jerez está considerada como cuna del flamenco actual. Por ello en 2011 se renombraron las calles del real con nombres de artistas flamencos jerezanos. Sin embargo, se levantó cierto recelo pues alguno de los homenajeados está vivo.
A lo largo de la semana de feria se puede disfrutar de una gran cantidad de actuaciones en directo; destacando las protagonizadas por artistas y grupos locales.

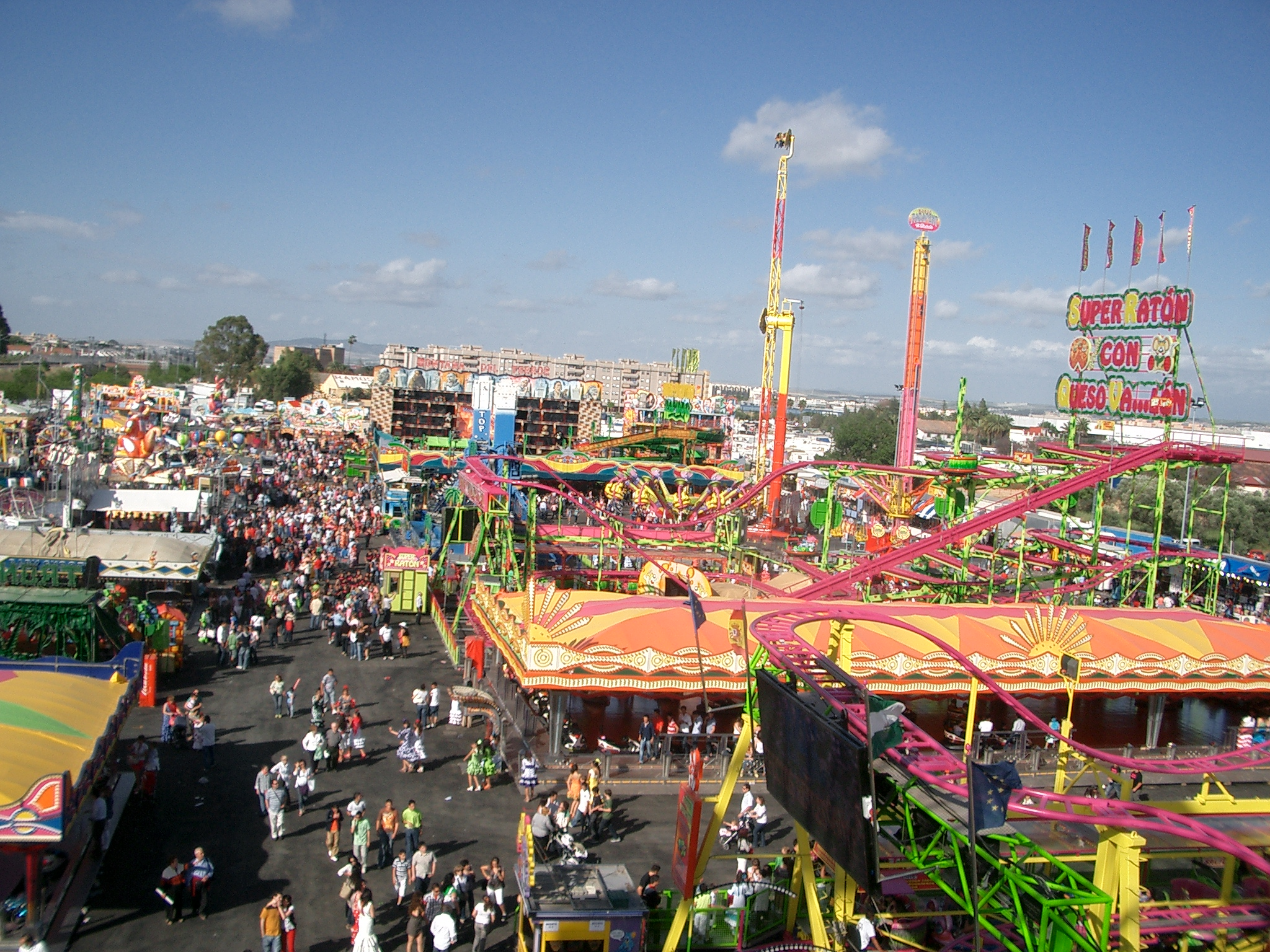
Zona de atracciones en la Feria 2009 desde la noria

## Peculiaridades

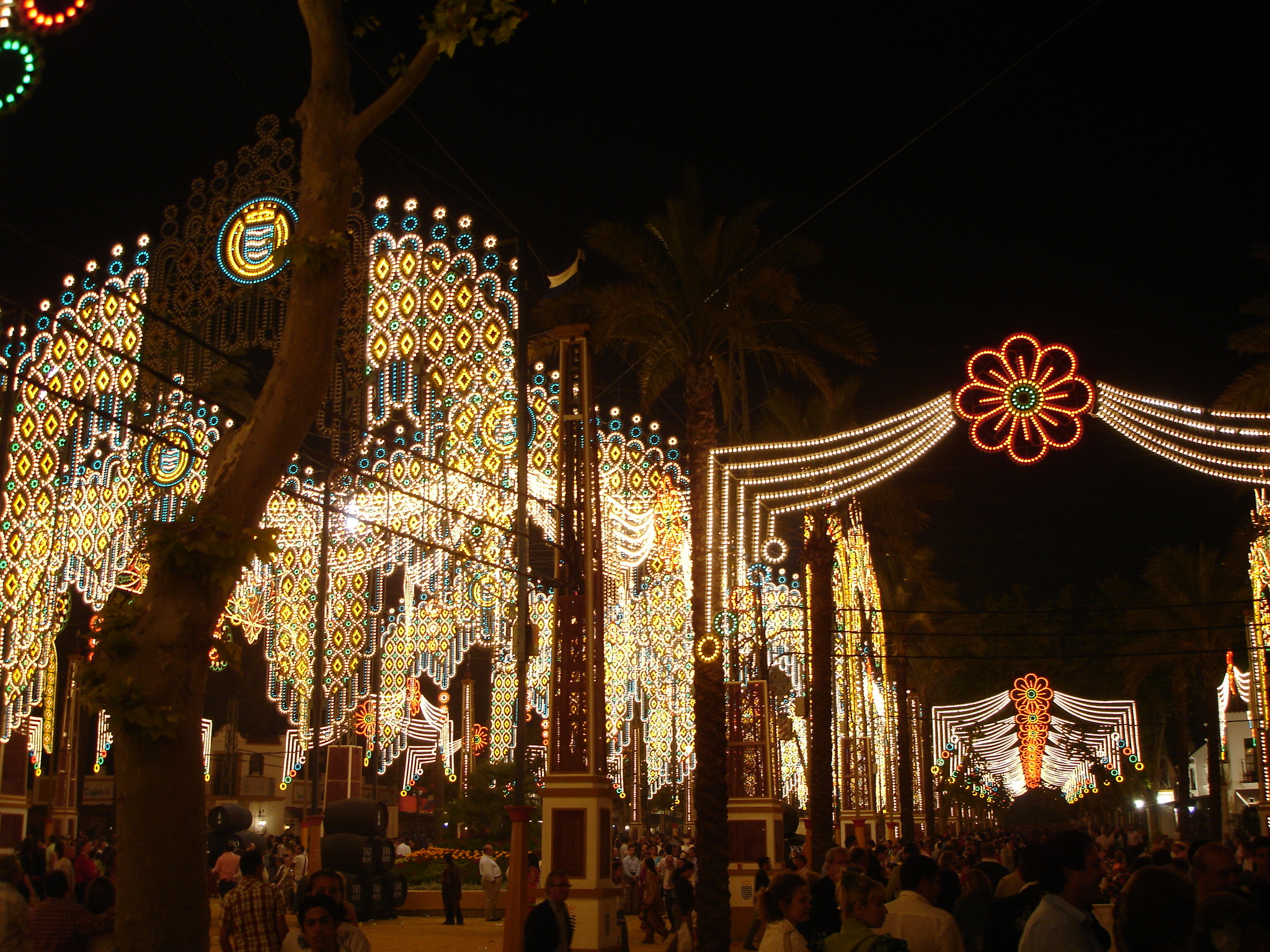
Feria de noche

Casetas públicas. Tras la prohibición del alcalde Pedro Pacheco de la existencia en el Real de la Feria de casetas privadas, la mítica caseta de González Byass fue derribada y el resto de las casetas han pasado a ser públicas, facilitando la diversión a todas las personas que no sean de la zona.
Concurso de diseño. A diferencia de la mayoría de ferias, que mantienen un diseño uniforme de todas sus casetas, la Feria del Caballo permíte que cada caseta tenga un diseño distinto. Es más, el ayuntamiento realiza varios concursos de casetas en cada edición: mejor caseta de empresa, mejora caseta de asociación, mejor caseta de esquina (por la dificultad de decorar dos flancos), etc.
Día de Jubilado. En las últimas ediciones el lunes se ha reservado como día del jubilado y se hacen descuentos en las atracciones para que las personas mayores puedan llevar a sus nietos a ellas. Así mismo, las atracciones cuestan la mitad el lunes. Además, el miércoles se ha reservado como día para las mujeres.

## Actos paralelos

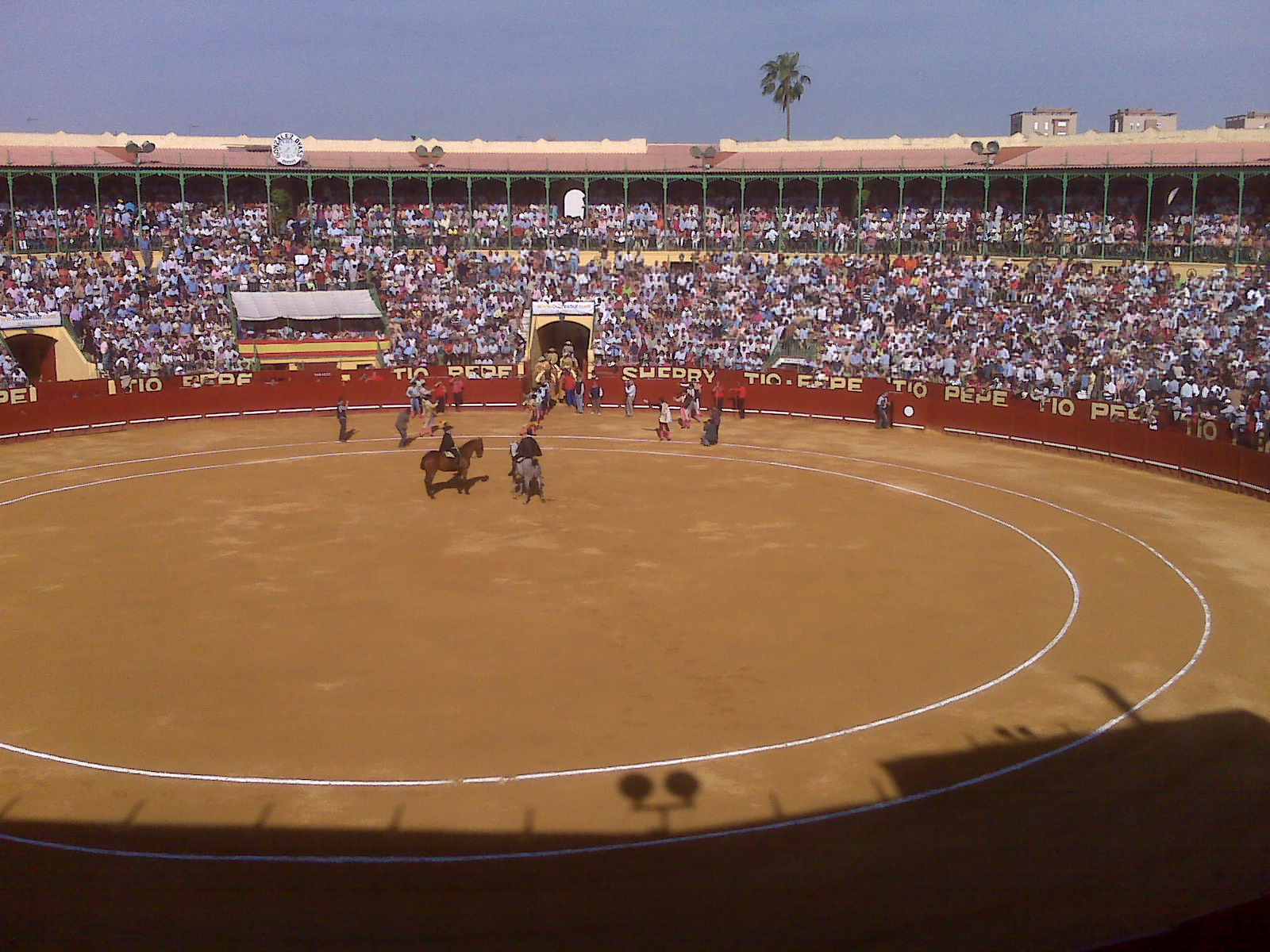
Plaza de toros

Durante la celebración de la Feria se desarrollan de forma paralela tanto actividades taurinas (corridas de toros y rejoneo), como actividades hípicas.
De las actividades hípicas destacan:
- Paseo de caballos y enganches por el Real de la Feria
- Entrega del Premio "Caballo de Oro" [20] en el Depósito de Sementales
- Concurso Morfológico Campeón de Campeones[21] y recientemente Campeona de Campeonas[22] en Equisur (IFECA)
- Concurso de Acoso y Derribo en el Cortijo de Vicos

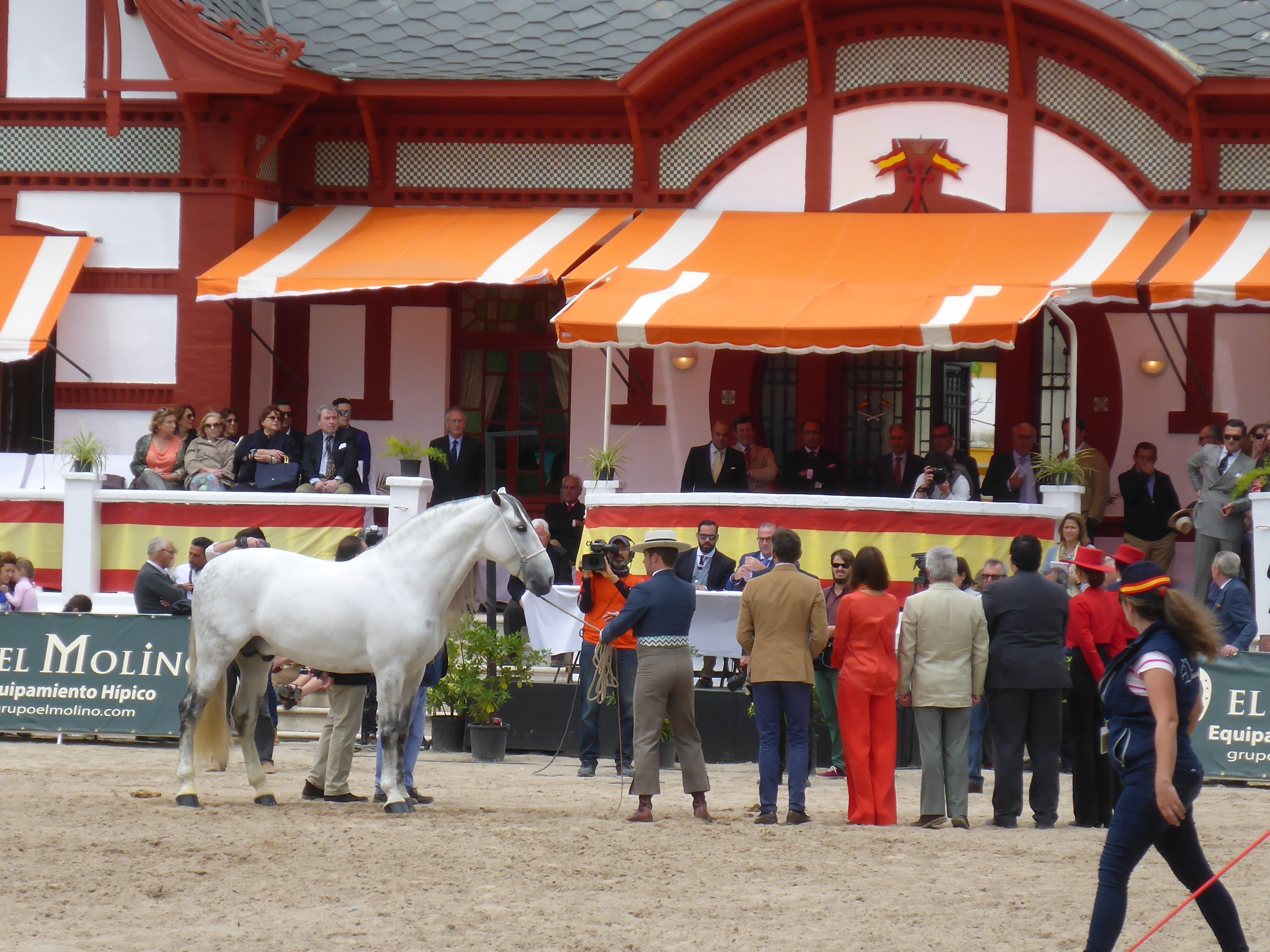
Ganador del "Campeón de Campeones 2016"

## Fechas de celebración
- 2025: del 17 al 24 de mayo.[23]
- 2024: del 4 al 11 de mayo.[24]
- 2023: del 6 al 13 de mayo.[25]
- 2022: del 7 al 14 de mayo.[26]
- 2021: debido a la pandemia del COVID19, volvió a ser suspendida.[27]
- 2020: debido a la pandemia del COVID19, primera vez que no se celebra la feria desde 1938.[28]
- 2019: del 11 al 18 de mayo.
- 2018: del 5 al 12 de mayo.
- 2017: del 13 de al 20 de mayo.
- 2016: del 30 de abril al 7 de mayo.
- 2015: del 10 al 17 de mayo.
- 2014: del 12 al 18 de mayo.
- 2013: del 6 al 12 de mayo.
- 2012: del 7 al 13 de mayo.
- 2011: del 8 al 15 de mayo.
- 2010: del 2 al 9 de mayo.
- 2009: del 10 al 17 de mayo
- 2008: del 27 de abril al 4 de mayo.
- 2007: del 6 al 13 de mayo.
- 2006: del 7 al 14 de mayo

## Galería

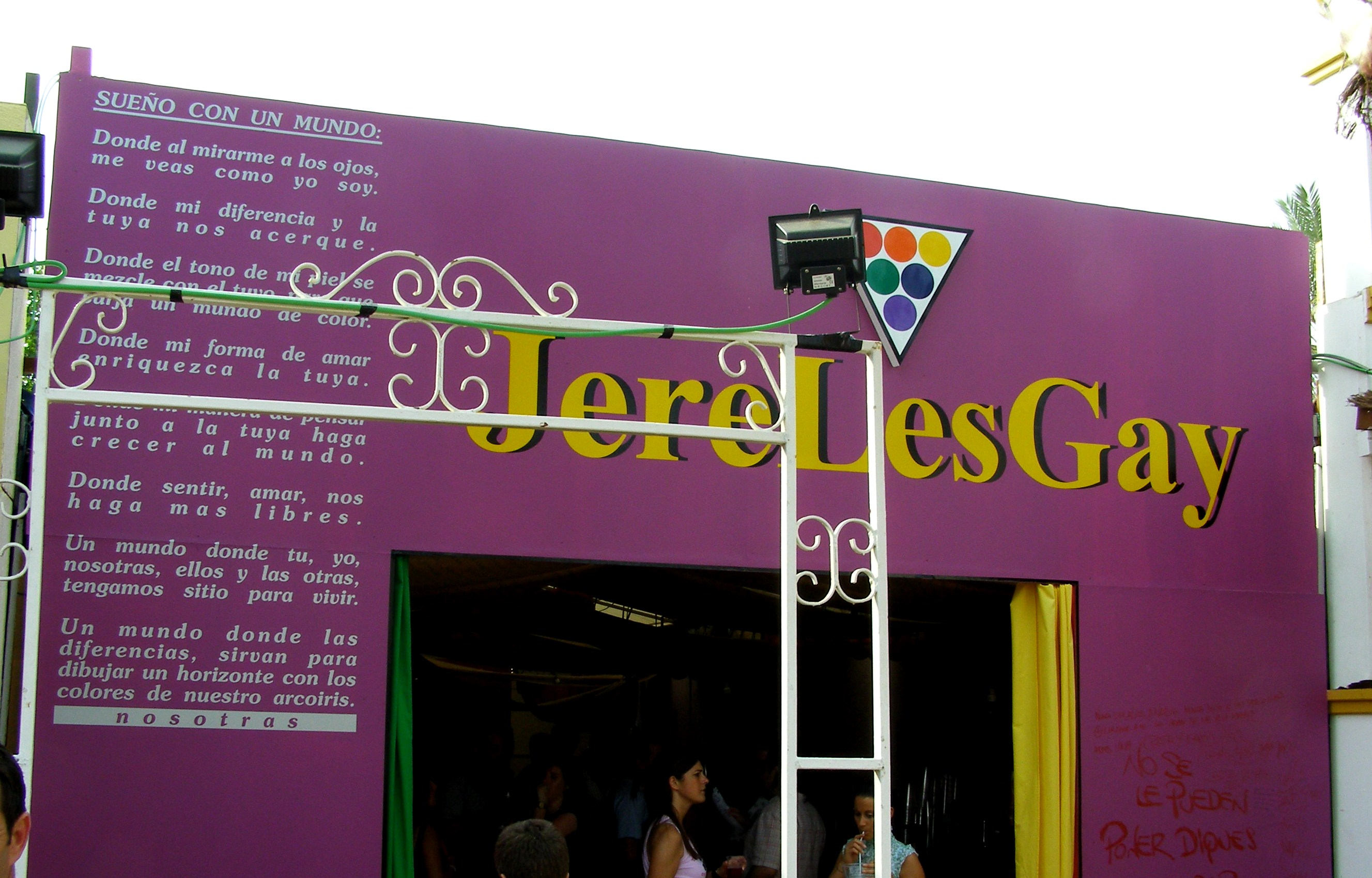
Portada Caseta de JereLesGay.
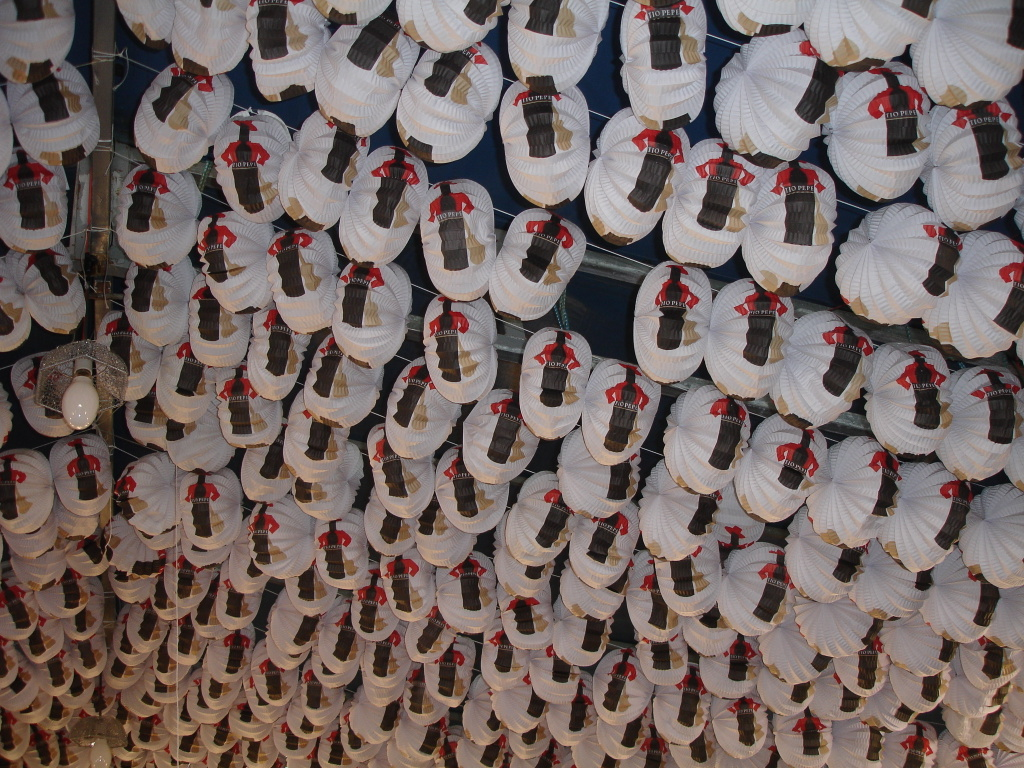
Farolillos cubriendo el techo de una caseta.
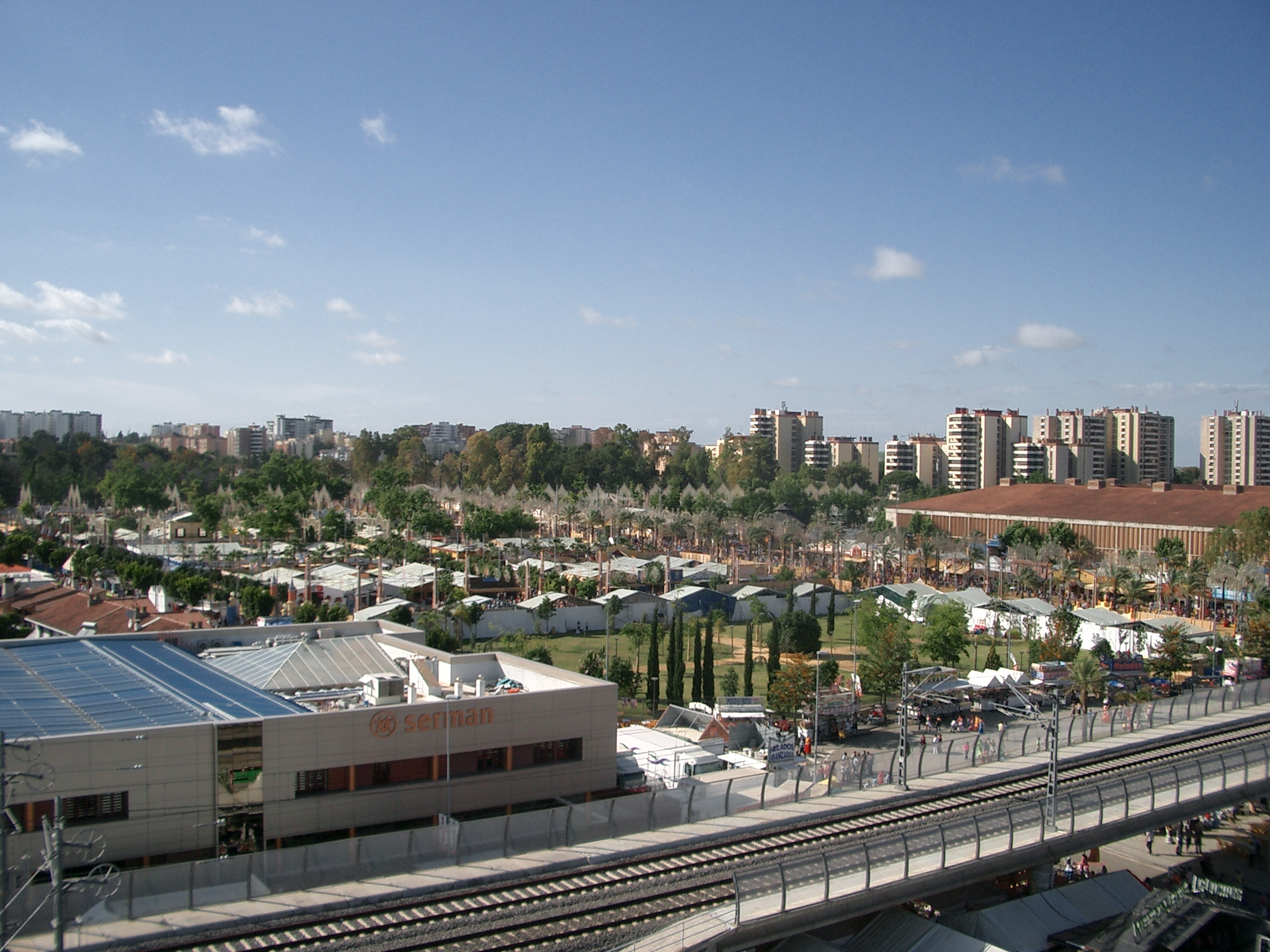
Zona de casetas en la Feria 2009 desde la noria.
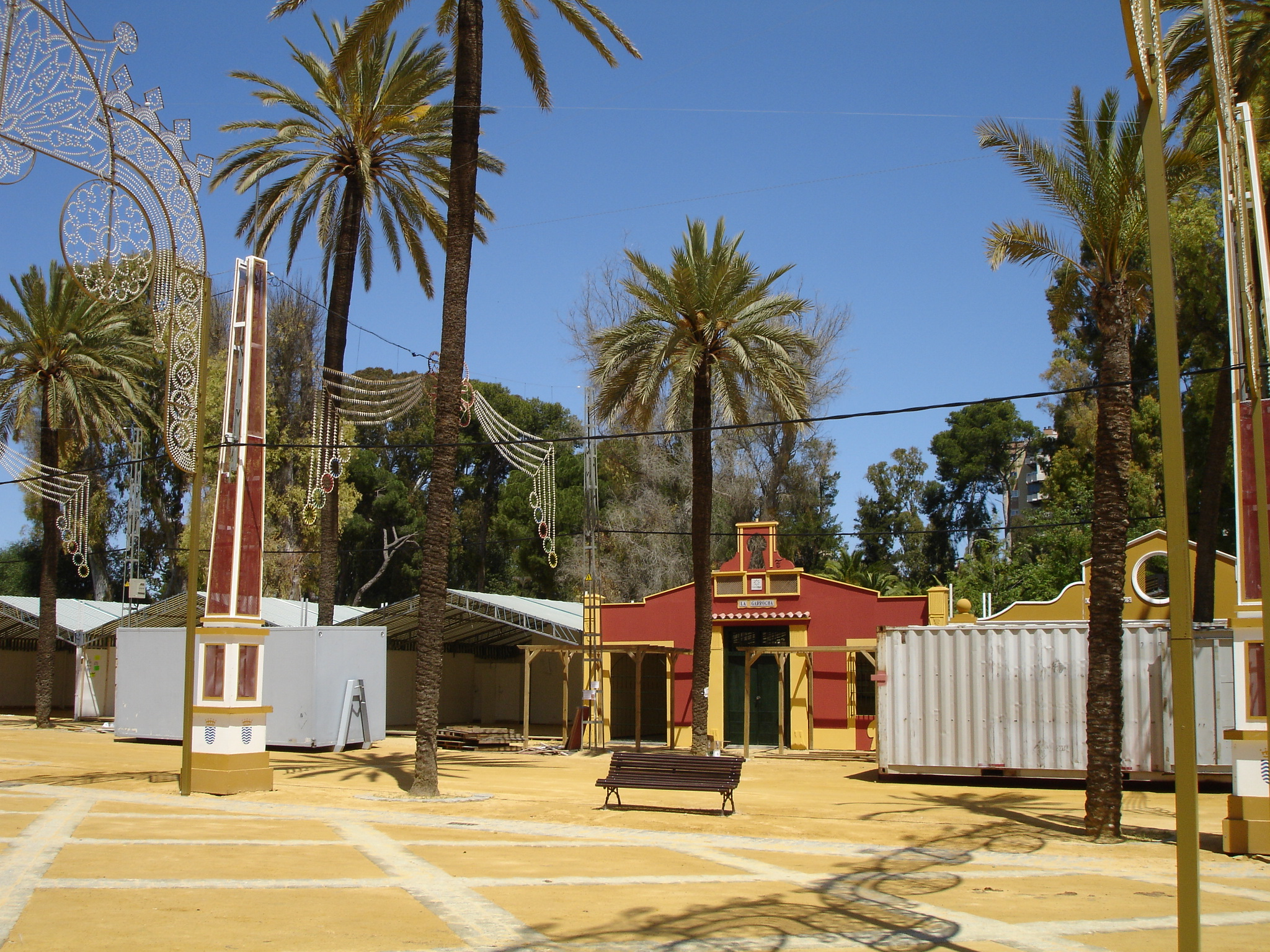
Montaje de casetas.
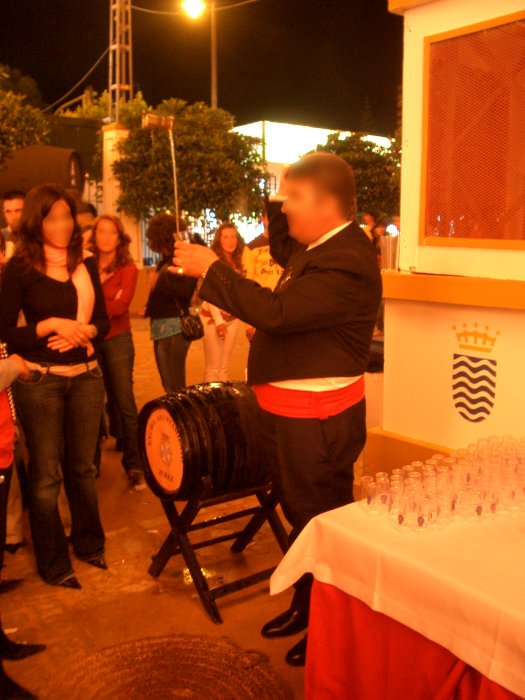
Venenciador sirviendo vino en el real.

## Cultura popular
Existen muchas referencias a la Feria de Jerez en la cultura popular andaluza y española. Destaca, por ejemplo, el poema Feria de abril en Jerez de José María Pemán.
En el Alcázar hay una exposición permanente de carteles anunciadores de la Feria.

## Referencias

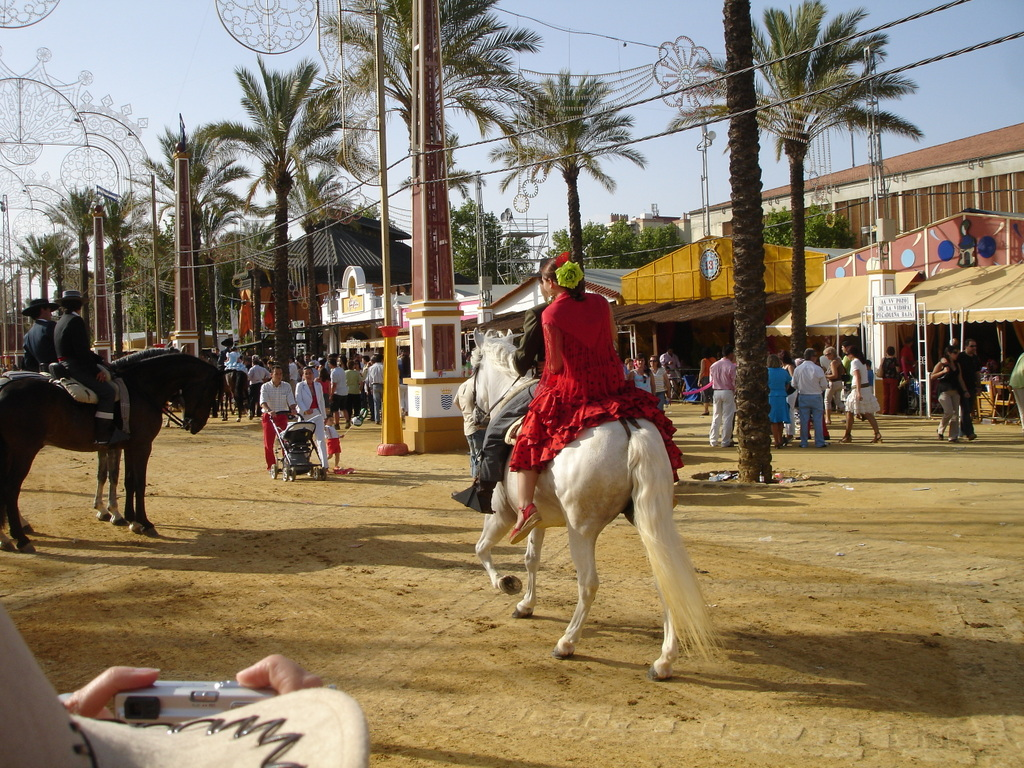
A caballo